# Потискавец
Потискавец (на словенски: Potiskavec) е село в Словения, регион Средна Словения, община Добреполе. Според Националната статистическа служба на Република Словения през 2015 г. селото има 51 жители.